# Ferrocarril Vigía Chico-Santa Cruz

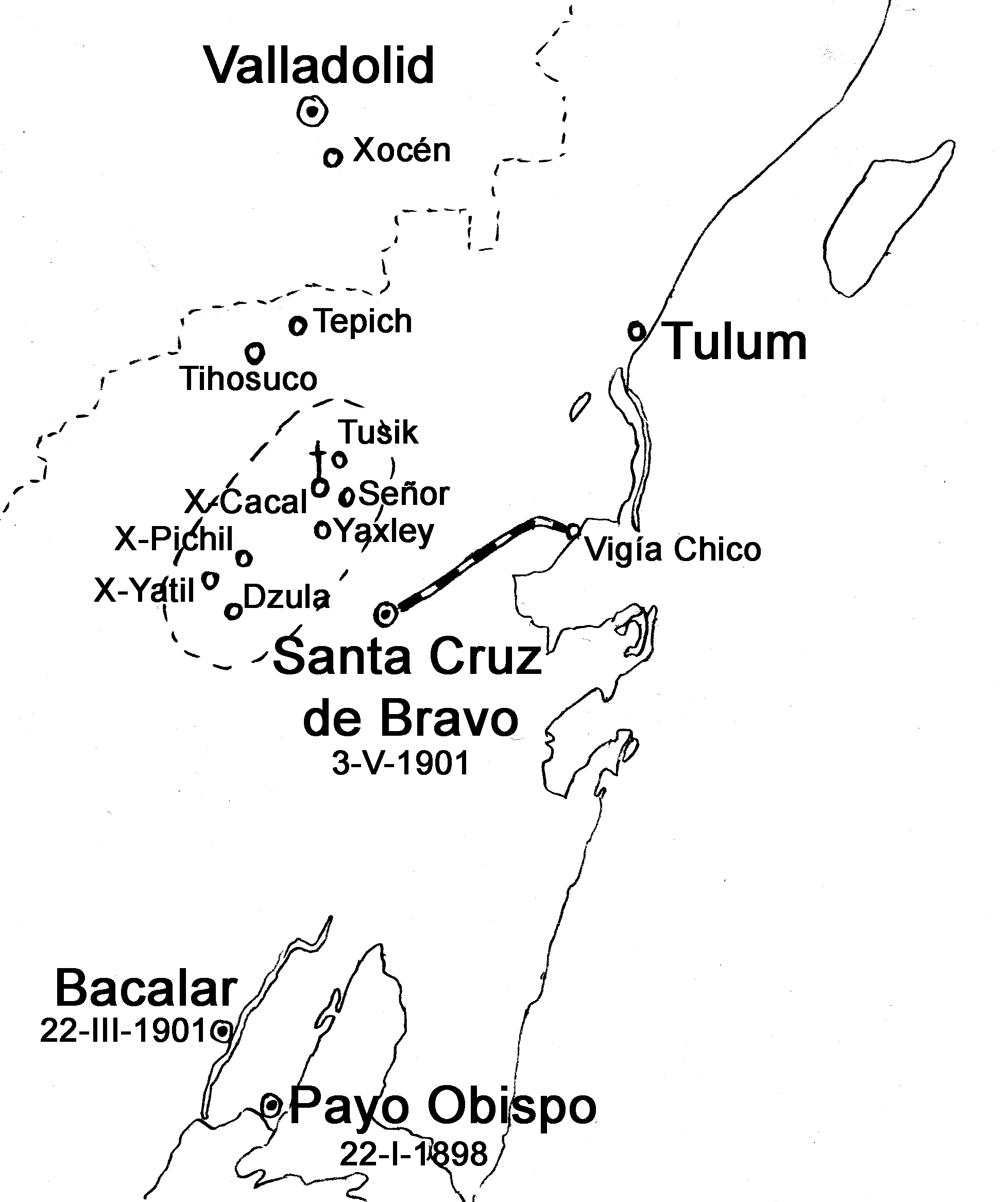
Mapa de la ruta.

El Ferrocarril Vigía Chico-Santa Cruz era una línea ferroviaria de casi 57 km de un ancho de 600 mm, que se construyó durante la Guerra de Castas de Yucatán en Santa Cruz (ahora Felipe Carrillo Puerto) en México y operó desde 1905 hasta 1955.

## Historia

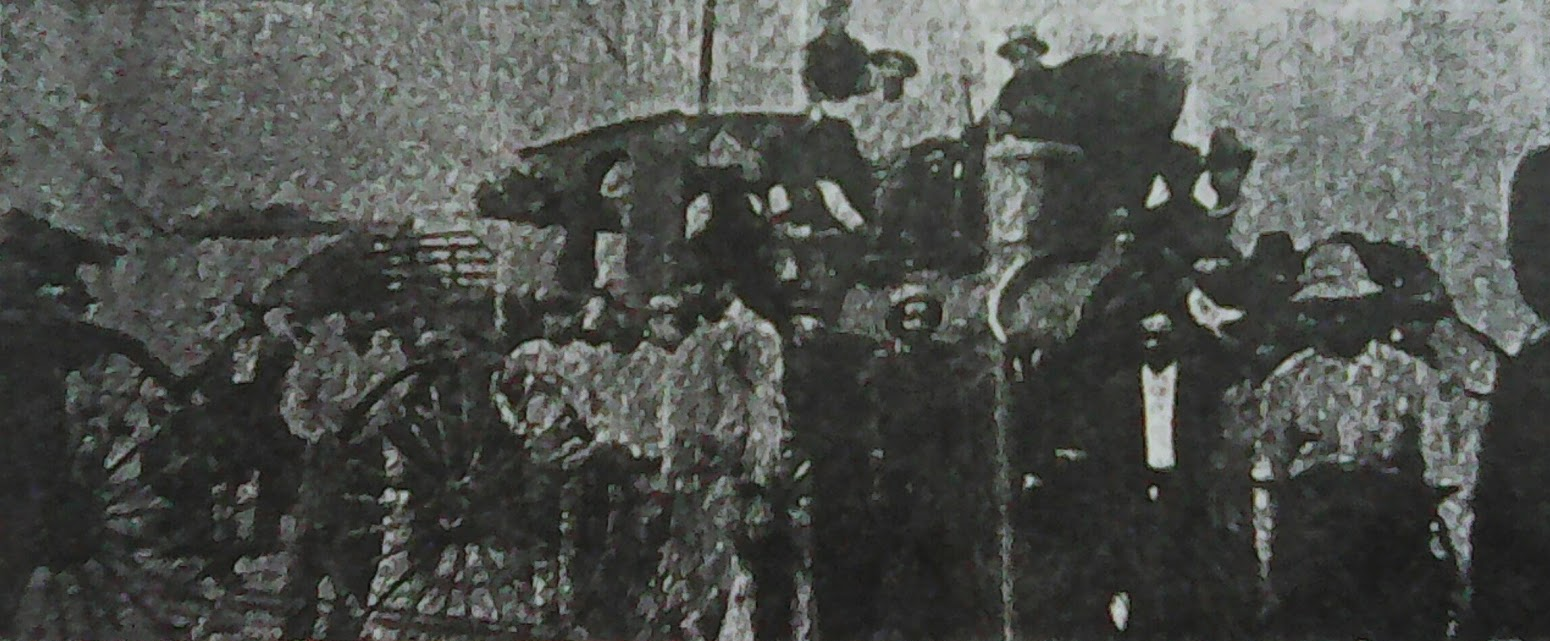
Una locomotora del ferrocarril de Vigía Chico.

El 13 de diciembre de 1901 se encargó el material para el ferrocarril en Nueva Orleans. El 16 de abril de 1902 se entregó en el Campamento General Vega, en el puerto de Vigía Chico, un cargamento de 250 toneladas de material ferroviario de vía estrecha. La pista se inauguró oficialmente el 4 de septiembre de 1905.

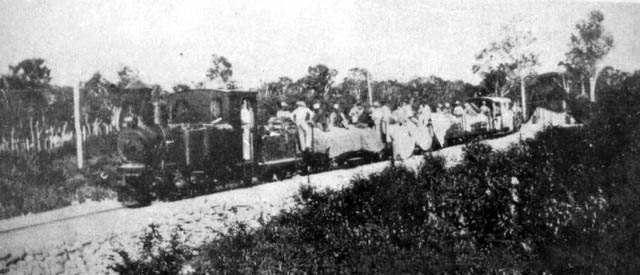
El tren pasando por su vía férrea.

Entre 1905 y 1912, los mayas realizaron continuos hostigamientos y ataques al ferrocarril militar. Cuando el general Ignacio A. Bravo fue expulsado de Santa Cruz, los mayas comenzaron a destruir el ferrocarril. En 1913, el gobernador del territorio, general Arturo Gracilazo Juárez, ordenó su reconstrucción.
En 1918, el general Venustiano Carranza concedió al líder maya Francisco May una licencia para utilizar el ferrocarril de vía estrecha para transportar caucho natural. El 1 de febrero de 1927, el presidente mexicano Plutarco Elías Calles dio la orden de reconstruir la antigua pista militar. El 7 de agosto de 1929, el general Francisco May volvió a solicitar la concesión del antiguo ferrocarril militar, que fue aprobada por el gobierno revocando la concesión que había recibido de Calles. En 1932, cuando la producción de caucho natural alcanzó su punto más bajo, el ferrocarril dejó de tener sentido.

## Locomotoras
Inicialmente había dos locomotoras de vapor Decauville de 10 CV cada una, se adquirieron posteriormente tres Locomotoras de 40CV fabricadas por Arnold Jung, diez vagones de 6 toneladas cada uno y 14 vagones planos de 3 toneladas cada uno. El costo total del equipo fue de $ 239.967,59. Además, se dispusieron $ 8.622 para herramientas, la construcción de los andenes y la nivelación de la vía.
| Tipo   | Fabricante                                         | N°/Año   | Actual ubicación                                                                    |
| ------ | -------------------------------------------------- | -------- | ----------------------------------------------------------------------------------- |
| 0-4-0T | Hainaut/Couillet, Decauville                       | 166/1895 | Ex Ferrocarril Xcalak a La Aguada. En la biblioteca pública, Felipe Carrillo Puerto |
| 0-4-0T | Hainaut/Couillet, Decauville                       | 167/1895 | Ex Ferrocarril Xcalak a La Aguada                                                   |
| 0-6-0  | Arnold Jung, 40 CV, suministrado por Arthur Koppel | 546/1902 | En el faro de Vigía Chico                                                           |
| 0-6-0  | Arnold Jung, 40 CV, suministrado por Arthur Koppel | 547/1902 |                                                                                     |
| 0-6-0  | Arnold Jung, 40 CV, suministrado por Arthur Koppel | 548/1902 |                                                                                     |